# Comuna de Chrostkowo
Chrostkowo (polaco: Gmina Chrostkowo) é uma gminy (comuna) na Polónia, na voivodia de Cujávia-Pomerânia e no condado de Lipnowski. A sede do condado é a cidade de Chrostkowo.
De acordo com os censos de 2004, a comuna tem 3151 habitantes, com uma densidade 42,5 hab/km².

## Área
Estende-se por uma área de 74,08 km², incluindo:
- área agricola: 81%
- área florestal: 9%

## Demografia
Dados de 30 de Junho 2004:
|                      | Total   | Total | Mulheres | Mulheres | Homens  | Homens |
| -------------------- | ------- | ----- | -------- | -------- | ------- | ------ |
|                      | pessoas | %     | pessoas  | %        | pessoas | %      |
| População            | 3151    | 100   | 1559     | 49,5     | 1592    | 50,5   |
| Densidade (pop./km²) | 42,5    | 100   | 21       | 21       | 21,5    | 21,5   |

De acordo com dados de 2002, o rendimento médio per capita ascendia a 1323,66 zł.

## Subdivisões
- Adamowo, Chojno, Chrostkowo, Głęboczek, Gołuchowo, Janiszewo, Kawno, Ksawery, Lubianki, Majdany, Makowiec, Nowe Chrostkowo, Nowa Wieś, Sikórz, Stalmierz, Wildno, Huta Chojno.

## Comunas vizinhas
- Brzuze, Kikół, Lipno, Rogowo, Skępe, Zbójno